# Kim Franklin
Kim Hunsdon Eastwood Franklin (* 26. Juli 1955 in der Provinz Natal) ist ein südafrikanisch-australischer Vogelillustrator. Er malt mit Aquarell, Tempera, Gouache und Öl.

## Leben
Franklin ist der Sohn des Architekten Deryk Eastwood Franklin. Er verbrachte seine Schulzeit am Hilton College in Hilton, Provinz Natal. 1977 schloss er sein Kunststudium an der Michaelis School of Fine Art der Universität Kapstadt mit dem Bachelor of Fine Arts (B.F.A.) ab. Er interessierte sich vor allem für die Lehrgänge von Peggy Delport und Stanley Pinker. Während der Apartheid ging er nach Brüssel, der Heimatstadt seiner Frau Marianne, wo er seine ersten Ausstellungen organisierte. Nach drei Jahren zog das Ehepaar in den Londoner Stadtteil Teddington. 1984 wurde Franklin Mitglied der Society of Wildlife Artists und widmete sich der Illustration von Bestimmungsbüchern. Neben anderen Projekten steuerte Franklin Illustrationen zu mehreren Publikationen des Verlags Christopher Helm bei, darunter globale Feldführer für Vogelgruppen wie Greifvögel, Papageien, Fasanenartige und Würger, regionale Feldführer für Indien und Großbritannien und Irland sowie für die Enzyklopädie The Birds of the Western Palearctic von Stanley Cramp. 
1991, als ihr Sohn das Schulalter erreichte, wanderten die Franklins nach Australien aus und ließen sich in Adelaide nieder. Kim Franklin wurde als Illustrator für das Handbook of Australian, New Zealand, and Antarctic Birds (HANZAB) engagiert, für das er 30 Tafeln anfertigte, die in den Bänden 5 bis 7 erschienen.
Um seine Familie zu unterstützen, absolvierte Franklin eine Umschulung zum Bauzeichner, die er 2007 mit einem Diplom in Gebäudedesign und -technik abschloss. Er arbeitet freiberuflich und wechselt zwischen den Disziplinen als Bau- und Vogelzeichner.
Franklin hatte Wanderausstellungen in Belgien, Botswana, im Vereinigten Königreich, in den Niederlanden und in Spanien. Eine Dauerstellung befindet sich in der National Gallery of Botswana.

## Illustrierte Werke von Kim Franklin
- Wildlife for Man: How and Why We Should Conserve Our Species, 1986 (von Richard Fitter)
- Parrots: A Guide to the Parrots of the World, 1998 (von Tony Juniper und Mike Parr)
- Birds of India, Pakistan, Nepal, Bangadesh, Bhutan, Sri Lanka, and the Maldives, 1999 (von Richard Grimmett, Tim Inskipp und Carol Inskipp)
- Shrikes and bush-shrikes: including wood-shrikes, helmet-shrikes, shrike flycatchers, philentomas, batises and wattle-eyes, 2000 (von Tony Harris)
- Raptors of the World, 2001 (von James Ferguson-Lees und David A. Christie)
- Handbook of Australian, New Zealand and Antarctic Birds. Band 5: Tyrant Flycatchers to Chats, 2001 (von Peter J. Higgins und J. M. Peter)
- Pheasants, Partridges & Grouse Including Buttonquails, Sandgrouse and Allies, 2002 (von Steve Madge und Phil McGowan)
- Field Guides Birds Of Northern India, 2003 (von Richard Grimmett, Tim Inskipp und Carol Inskipp)
- Handbook of Australian, New Zealand and Antarctic Birds. Band 6: Pardalotes to Shrike-trushes, 2003 (von Peter J. Higgins und J. M. Peter)
- Handbook of Australian, New Zealand & Antarctic Birds. Band 7: Boatbill to Starlings, 2006 (von Peter J. Higgins, J. M. Peter und S. J. Cowling)
- The Australian Bird Guide, 2017 (von Peter Menkhorst, Danny Rogers und Rohan Clarke)